# Paleopsilopterus itaboraiensis
Paleopsilopterus è un genere estinto di grande uccello predatore incapace di volare, classificato all'interno dei cariamiformes, vissuto nell'Eocene, circa 58.7-48.6 milioni di anni fa (Paleocene-Eocene), in Brasile. L'unica specie attribuita a questo genere è Paleopsilopterus itaboraiensis, specie conosciuta per una serie di elementi degli arti (porzione prossimale del tarsometatarso destro). L'animale è classificato come appartenente alla sottofamiglia dei Psilopterinae, della famiglia dei Phorusrhacidae o "uccelli del terrore", anche se vi sono alcuni dubbi circa tale identità.